# Parque nacional Toro Toro

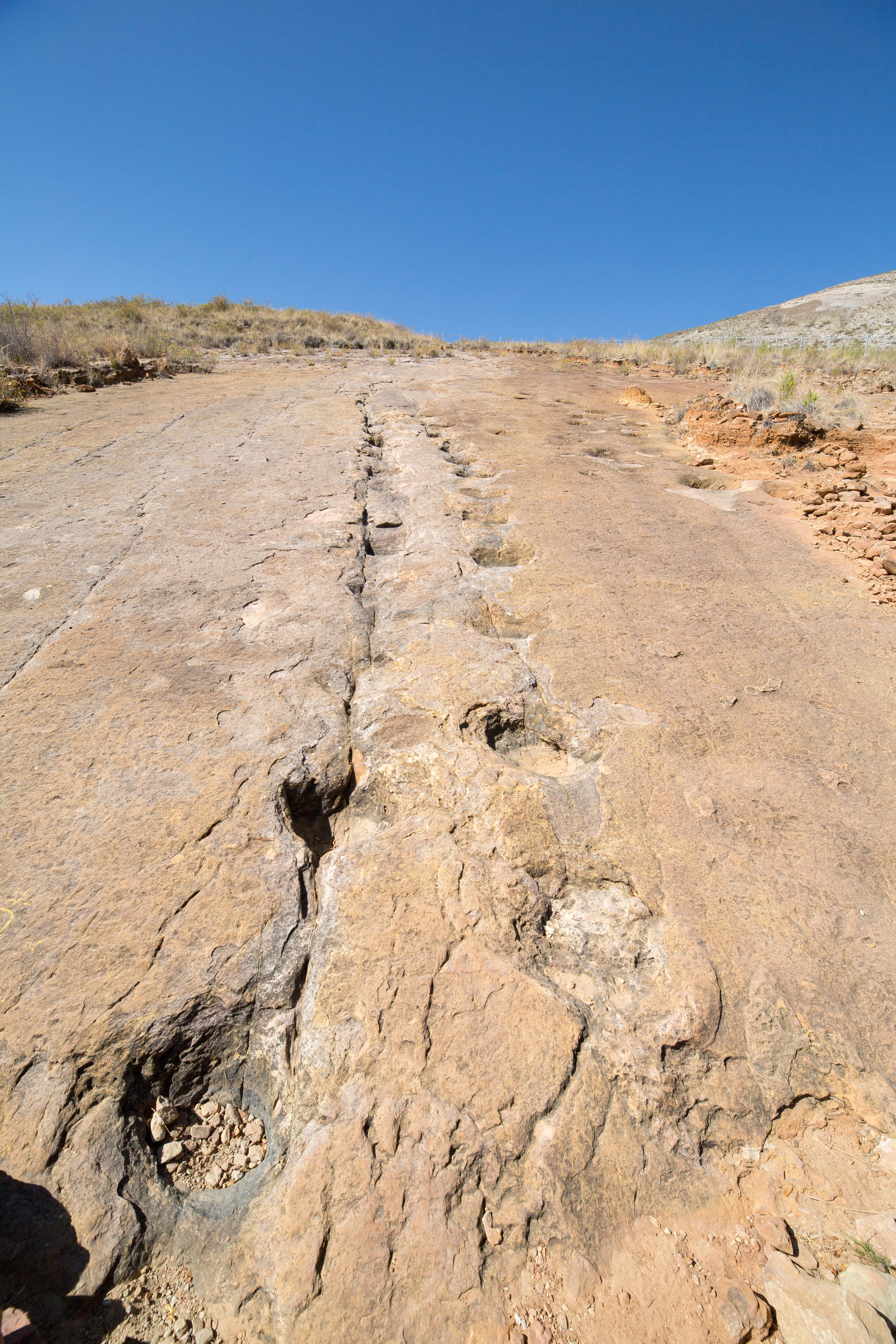
Huellas de dinosaurios en el parque nacional Torotoro.

El Parque nacional Toro Toro, a veces escrito Torotoro, es un área protegida de Bolivia  ubicada en la provincia de Charcas, en el norte del departamento de Potosí. Tiene una superficie de 16.570 ha (165,70 km²) y fue creado el año 1989 mediante Decreto Supremo N° 22269 con el fin de conservar la flora y fauna silvestre de los valles interandinos así como sitios arqueológicos, paleontológicos y espeleológicos.

## Historia
El 10 de junio de 1988, el torotoreño Rodolfo Becerra de la Roca fundó la Asociación Conservacionista de Torotoro (ACT), con la finalidad de promover la conservación, protección y administración adecuada de la flora y fauna silvestre, de los recursos paleontológicos y espeleológicos y belleza natural de la zona de Toro Toro. La ACT realizó el Estudio para la Creación del Parque Nacional Torotoro (PNT), a base del cual gestionó su declaratoria mediante Decreto Supremo N° 22269 de 26 de julio de 1989. Este fue elevado a rango de ley por la N° 1370 de 13 de noviembre de 1992, durante el gobierno de Jaime Paz Zamora. Es así que Toro Toro se convirtió en el único parque nacional de Bolivia que se ha establecido por iniciativa privada, y es por eso que se considera a Becerra de la Roca como el fundador de este parque nacional.
El 2019, el Instituto de Turismo Responsable (ITR), entidad perteneciente a la UNESCO, otorgó al Parque Nacional Toro Toro la certificación internacional de turismo "Biosphere", siendo primer destino turístico de Bolivia en obtener esta certificación. Este certificado verifica que sea un destino sostenible turísticamente a nivel económico, medio ambiental y cultural.
Algunos miembros del Consejo Mundial de Geoparques de Unesco visitaron el parque nacional Toro Toro en noviembre de 2021 con el fin de potencialmente nominar al parque como geoparque, lo que lo convertiría en el primero de Bolivia y el noveno de América Latina. Se estima que para enero de 2022 se tenga una respuesta final sobre la denominación.

## Ubicación
Está ubicado en la provincia de Charcas al norte del departamento de Potosí, a 140 km de la ciudad de Cochabamba desde donde se realiza el acceso por su mayor proximidad. En el trayecto se pasa por los poblados de Cliza, Anzaldo, Toco y el Río Caine, con un caudal importante en época de lluvia, el acceso es dificultoso en esta época. Otra vía de acceso es la ruta desde la ciudad de Oruro, que comprende los pueblos de Bolívar, Sacaca, y San Pedro de Buena Vista.
El parque ocupa la región de los valles secos mesotérmicos al norte del departamento de Potosí. La región es típicamente montañosa con profundos cañones, valles y caídas de agua.

## Flora y fauna
Se registraron 329 especies de flora y se estima la existencia de 600 especies de plantas superiores. Sobresalen especies típicas del bosque caducifolio como el quebracho blanco, soto y el pino de monte. En las partes altas existen restos de matorrales de queñua. Se tienen registradas 49 especies de fauna destacando la taruca o venado andino, gato andino o titi, puma, la endémica paraba frente roja, lorito, tordo endémico en la región.

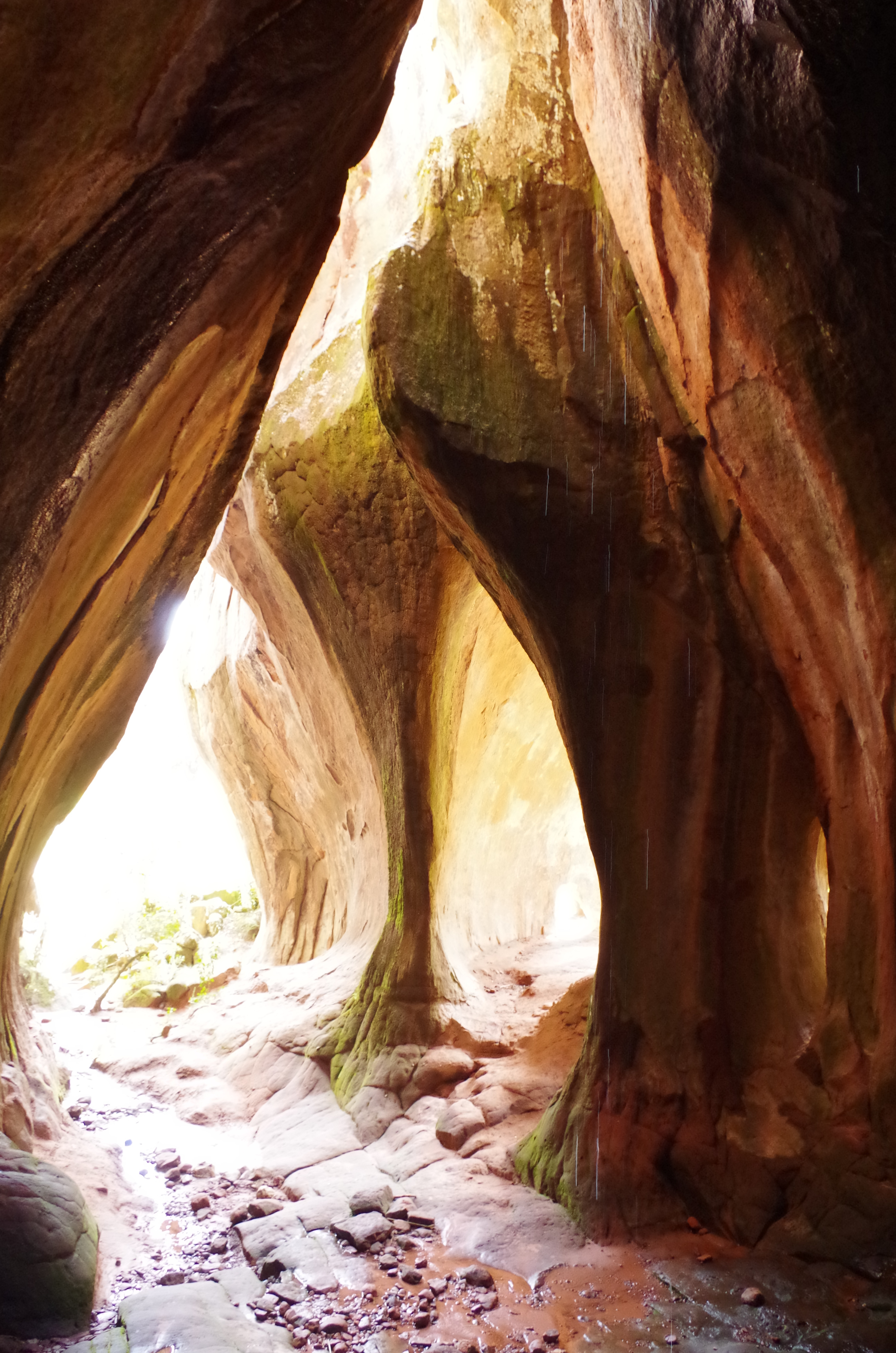
Vista interior de las formaciones rocosas.

## Atractivos

### Geología y paleontología

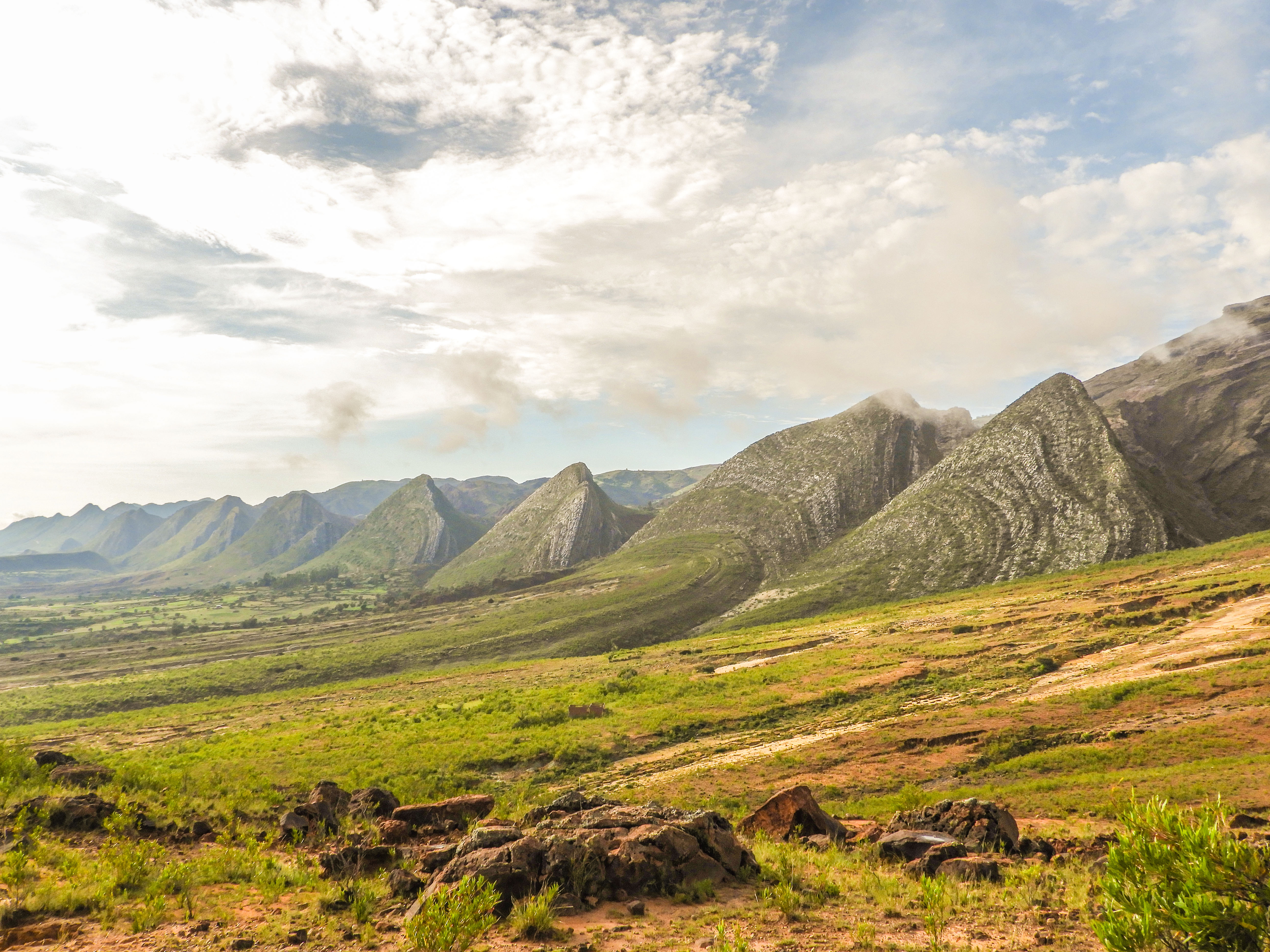
Formaciones rocosas en Toro Toro.

Es un lugar de alto interés de la geología y la paleontología puesto que se puede encontrar huellas de grandes reptiles del mesozoico y profundas cavernas del origen kárstico. Allí está la extensa Caverna de Umajalanta, la caverna de Huaca Senka y otras. Un atractivo particular es el impresionante Cañón del Valle de Toro Toro. El rango altitudinal oscila entre los 3.600 y 1.900 m s. n. m. Asimismo existen huellas de dinosaurios y zonas con abundantes fósiles.

### Edificaciones incaicas y pintura rupestre
Alberga las ruinas incaicas de Llama Chaqui y pinturas rupestres. 
En los últimos años ha crecido exponencialmente la importancia de este parque nacional boliviano, siendo considerado incluso como posibilidad de nueva maravilla del mundo. Como consecuencia este lugar ha mejorado ampliamente en cuanto a la atención a los turistas, tanto extranjeros como nacionales.

## Población
La población oriunda del área es de origen charcas y la lengua predominante, además del castellano, es el quechua. Existe además una gran proporción de migrantes que provienen de los valles en el departamento de Cochabamba.

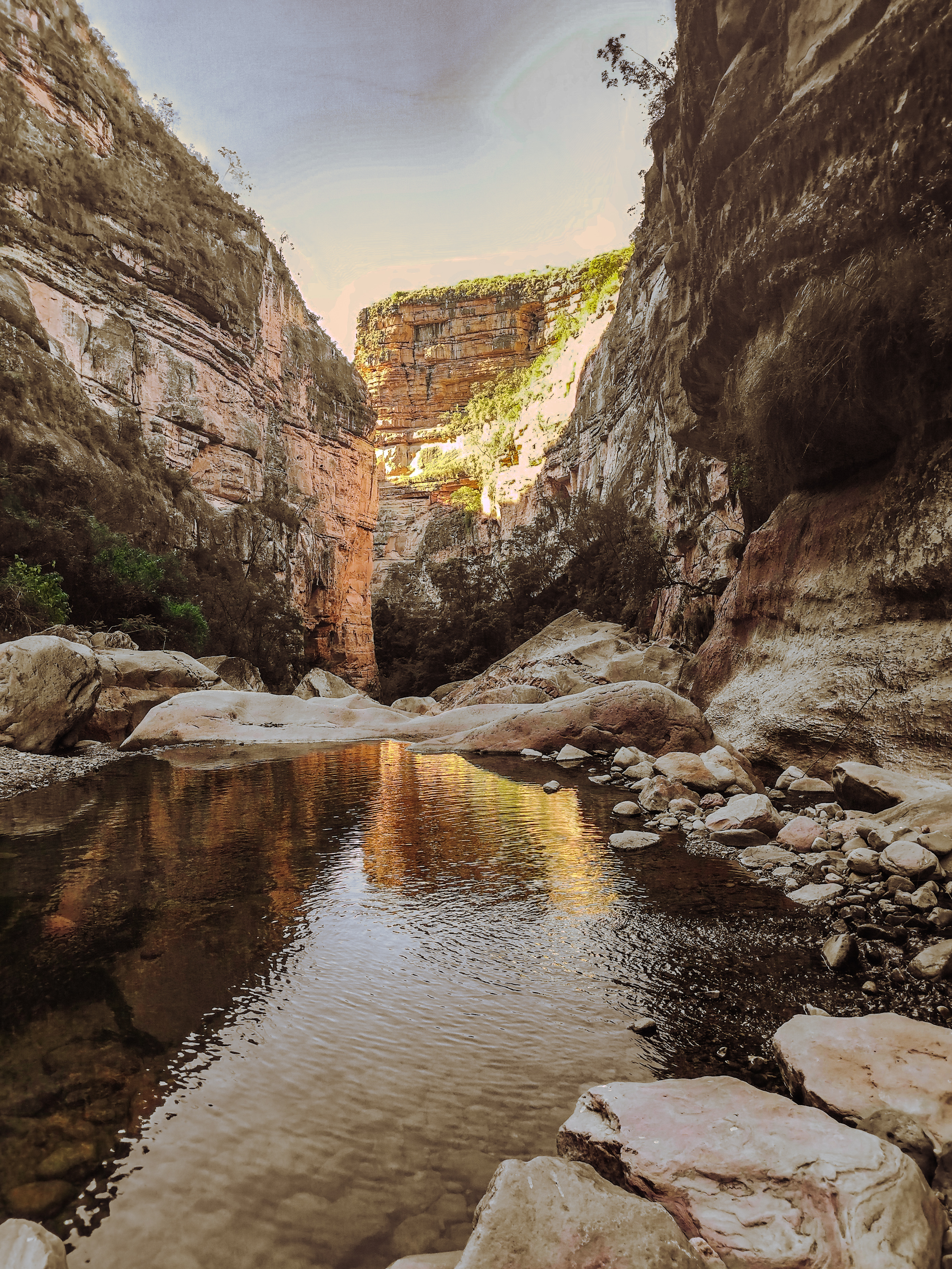
Entrada al vergel entre los cañones y piedras de Toro Toro.

## Véase también

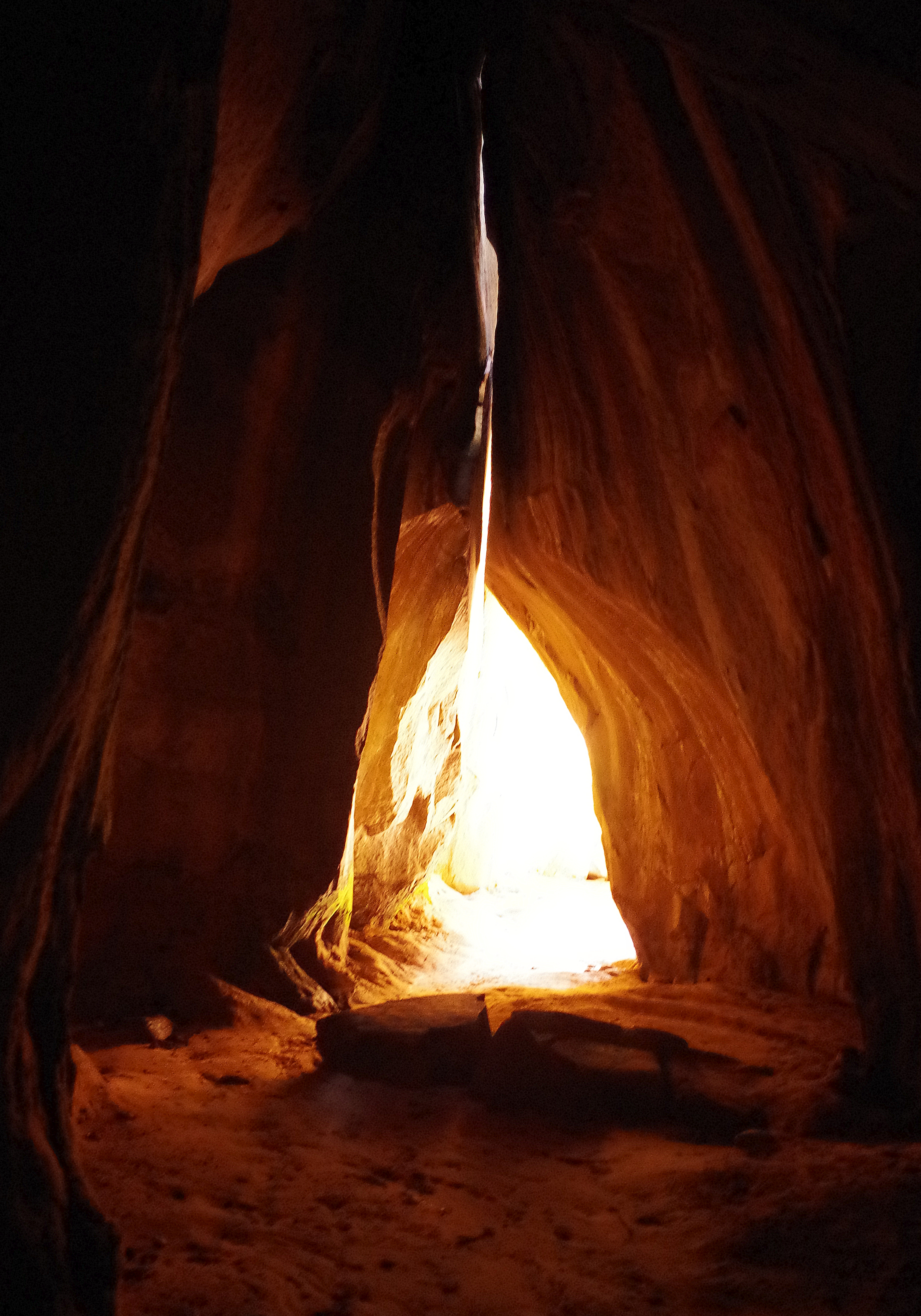
Vista desde el interior de una gruta.